# Glinik (województwo podkarpackie)
Glinik – wieś w Polsce, położona w województwie podkarpackim, w powiecie ropczycko-sędziszowskim, w gminie Wielopole Skrzyńskie. Ma status sołectwa.
| SIMC    | Nazwa       | Rodzaj    |
| ------- | ----------- | --------- |
| 0666495 | Jabłonna    | część wsi |
| 0666503 | Jamszcze    | część wsi |
| 0666510 | Jodłowiec   | część wsi |
| 0666526 | Krzemienica | część wsi |
| 0666532 | Lipowiec    | część wsi |
| 0666549 | Łysa Góra   | część wsi |
| 0666555 | Pasieki     | część wsi |
| 0666561 | Podlesie    | część wsi |
| 0666578 | Zapole      | część wsi |

Leży nad rzeką Wielopolką dopływem Wisłoki.
W latach 1954–1961 wieś należała i była siedzibą władz gromady Glinik, po jej zniesieniu w gromadzie Wielopole Skrzyńskie. W latach 1975–1998 miejscowość administracyjnie należała do województwa rzeszowskiego.
Miejscowość jest siedzibą parafii św. Maksymiliana Marii Kolbe, należącej do dekanatu Wielopole Skrzyńskie, diecezji rzeszowskiej.